# سوزان ميتشيل (كاتبة)
سوزان ميتشيل (بالإنجليزية: Susan Mitchell)‏ هي كاتِبة أسترالية، ولدت في 1945 في أديلايد في أستراليا.

## وصلات خارجية
- الموقع الرسمي